# Cabin Fever: Patient Zero
Série
Cabin Fever: Spring Fever
(2009) Cabin Fever (reboot)
(2016)
Pour plus de détails, voir Fiche technique et Distribution.
Cabin Fever: Patient Zero est un film d'horreur américain réalisé par Kaare Andrews, sorti en 2014. Il s'agit d'un préquelle des deux autres films de la série, Cabin Fever et Cabin Fever: Spring Fever. 

## Synopsis
Ce film est le préquelle du film d'horreur Cabin Fever, il met en scène les origines de la cabane hantée avant les évènements des deux précédents films.

## Fiche technique
- Titre original : Cabin Fever: Patient Zero
- Titre français : Cabin Fever 3 : Patient Zero
- Réalisation : Kaare Andrews
- Scénario : Jake Wade Wall
- Casting (ou distribution des rôles) : Chadwick Struck
- Directeur de la photographie : Norm Li
- Musique : Kevin Riepl
- Production :
  - Producteurs : Evan Astrowsky et Jaime Pina
  - Producteurs exécutifs : Jasbinder Singh Mann, Stacey Smart Stanley et Francisco Adolfo Valdez
- Montage : Michael P. Mason
- Costumes : Gina Terc
- Sociétés de productions : Indomina Productions et Film002
- Pays d'origine :  États-Unis
- Langue originale : anglais
- Genre : Horreur
- Dates de sortie :
  - Canada : 22 mai 2014
- Sauf mention contraire, les informations de cette section proviennent de l'Internet Movie Database[1].

## Distribution
- Sean Astin (VF : Frédéric Souterelle) : Porter
- Currie Graham (VF : Thierry Mercier) : Docteur Edwards
- Ryan Donowho : Dobs
- Brando Eaton (VF : Julien Chatelet) : Josh
- Jillian Murray : Penny
- Mitch Ryan (VF : Jean-Marco Montalto) : Marcus
- Solly Duran : Camila
- Lydia Hearst : Bridget
- Claudette Lali : Lali

Sauf mention contraire, les informations de cette section proviennent de l'Internet Movie Database.

## Origines et productions

### Genèse et développement du projet
En 2002, le film Cabin Fever sort sur les écrans, réalisé et scénarisé par Eli Roth. C'est un film indépendant qui est réalisé à partir d'un budget d'un million de dollars et demi. Pour ce film, Roth se base sur sa propre expérience. En effet, alors qu'il travaille dans un élevage de chevaux en Islande, il attrape une infection au visage qui entraîne un décollement de la peau,. Trois ans plus tard, il apprend qu'il est atteint de psoriasis. Il commence, en 1995, l'écriture du scripte de Cabin Fever, avec son compagnon de chambre à l'université de New York, Randy Pearlstein. Cabin Fever est salué majoritairement par les critiques cinématographiques, notamment par son utilisation de l'humour ainsi que par sa volonté de rendre hommage aux concepts du film d'horreur. C'est le film le plus fructeux de Lionsgate en 2003 avec plus de vingt-et-un millions de dollars récoltés. Cabin Fever permet à Roth de se faire connaître dans le monde du cinéma et va permettre au jeune réalisateur d'être à la baguette d'autres films comme Hostel.
Sept ans après Cabin Fever, le studio Lionsgate sort une suite, qui sort directement en vidéo, Cabin Fever: Spring Fever, réalisé par Ti West.